# Luisant
Luisant est une commune française située en périphérie de Chartres dans le département d'Eure-et-Loir en région Centre-Val de Loire.

## Géographie

### Situation
Luisant est la huitième ville d'Eure-et-Loir, avec une population de 6 665 habitants (2017). Elle est située au sud-ouest de Chartres et fait partie de la communauté d'agglomération Chartres Métropole.
La ville possède une superficie de 4,43 km2, très urbanisée dans son ensemble. Néanmoins, la ville garde son équilibre entre urbain et nature, avec de larges espaces verts sur son territoire comme le Bois de la Cavée.
Ses habitants sont les Luisantais et Luisantaises.

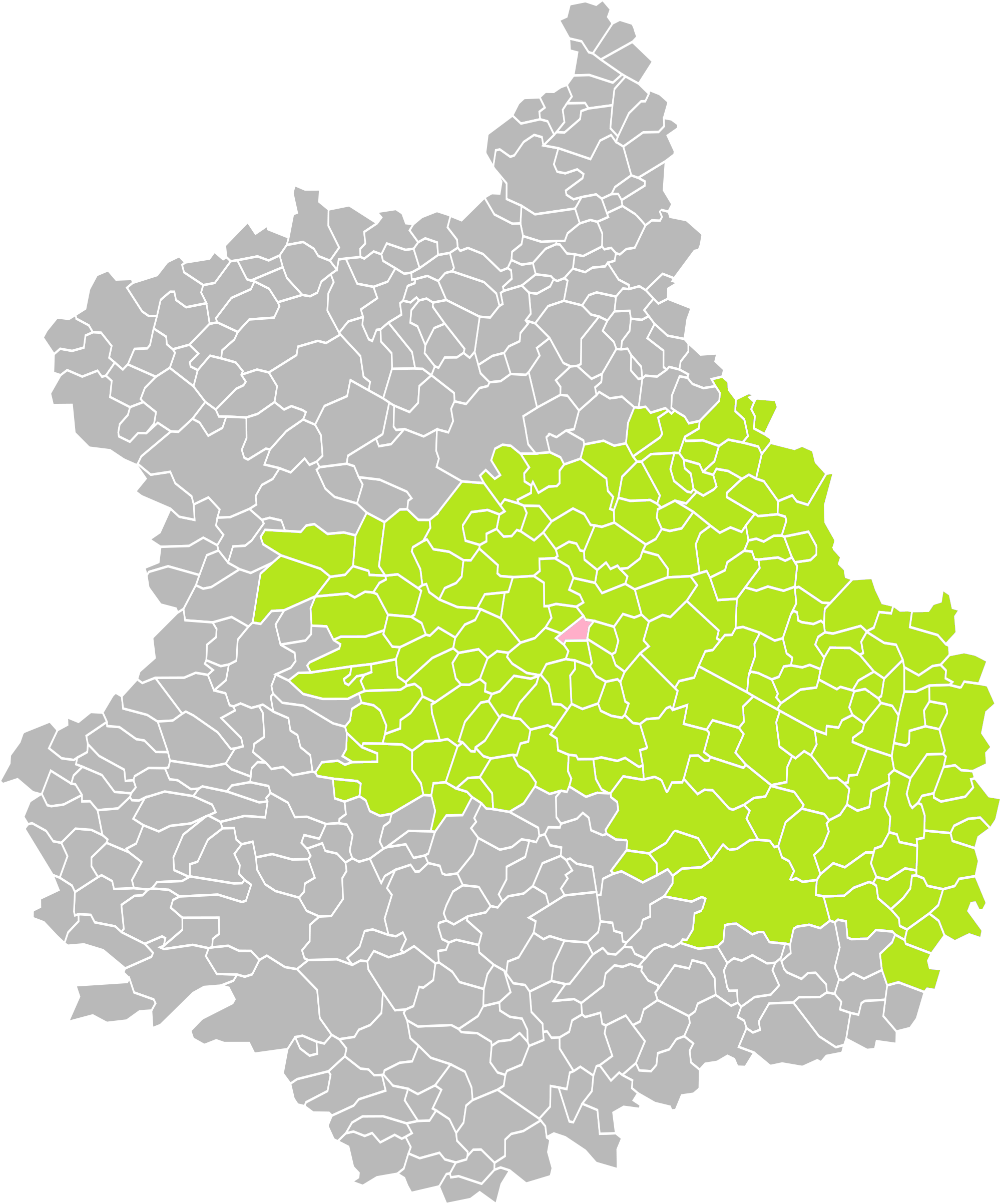
Position de Luisant (en rose) dans l'arrondissement de Chartres (en vert) du département d'Eure-et-Loir (grisé).

### Communes limitrophes
| Lucé              |             | Chartres   |
| Lucé              | Luisant     | Le Coudray |
| Fontenay-sur-Eure | Barjouville | Morancez   |

### Hydrographie
Coulant du sud entre Barjouville et Morancez, la rivière l'Eure, affluent en rive gauche du fleuve la Seine, borde la ville de Luisant à l'est, avant de se diriger vers le nord et Chartres.

### Voies de communication et transports
- Routes :
  - Par l'autoroute A11 : Paris à 90 km, Le Mans à 110 km, Angers à 200 km, Nantes à 290 km
  - Par la nationale 154 : Orléans à 80 km
  - Par la nationale 10 : Tours à 140 km
- Train : gare de Chartres à 2 km
- Avion : aéroport d'Orly à 82 km

Luisant est desservi par les lignes 1, 3, 10 du syndicat de transport public de l'agglomération chartraine Filibus.

### Climat
Pour des articles plus généraux, voir Climat du Centre-Val de Loire et Climat d'Eure-et-Loir.
En 2010, le climat de la commune est de type climat océanique dégradé des plaines du Centre et du Nord, selon une étude du CNRS s'appuyant sur une série de données couvrant la période 1971-2000. En 2020, Météo-France publie une typologie des climats de la France métropolitaine dans laquelle la commune est exposée à un climat océanique altéré et est dans la région climatique  Sud-ouest du bassin Parisien, caractérisée par une faible pluviométrie, notamment au printemps (120 à 150 mm) et un hiver froid (3,5 °C). 
Pour la période 1971-2000, la température annuelle moyenne est de 10,7 °C, avec une amplitude thermique annuelle de 14,9 °C. Le cumul annuel moyen de précipitations est de 629 mm, avec 10,9 jours de précipitations en janvier et 7,8 jours en juillet. Pour la période 1991-2020, la température moyenne annuelle observée sur la station météorologique de Météo-France la plus proche, « Chartres », sur la commune de Champhol à 5 km à vol d'oiseau, est de 11,4 °C et le cumul annuel moyen de précipitations est de 606,1 mm,. Pour l'avenir, les paramètres climatiques de la commune estimés pour 2050 selon différents scénarios d'émission de gaz à effet de serre sont consultables sur un site dédié publié par Météo-France en novembre 2022.
| Mois                                  | jan.             | fév.           | mars          | avril           | mai             | juin           | jui.           | août          | sep.           | oct.            | nov.           | déc.             | année      |
| ------------------------------------- | ---------------- | -------------- | ------------- | --------------- | --------------- | -------------- | -------------- | ------------- | -------------- | --------------- | -------------- | ---------------- | ---------- |
| Température minimale moyenne (°C)     | 1,8              | 1,5            | 3,4           | 5,1             | 8,5             | 11,6           | 13,5           | 13,4          | 10,5           | 8               | 4,5            | 2,2              | 7          |
| Température moyenne (°C)              | 4,3              | 4,8            | 7,8           | 10,3            | 13,8            | 17             | 19,4           | 19,4          | 15,9           | 12,1            | 7,6            | 4,8              | 11,4       |
| Température maximale moyenne (°C)     | 6,9              | 8,2            | 12,2          | 15,6            | 19              | 22,5           | 25,2           | 25,3          | 21,4           | 16,2            | 10,6           | 7,3              | 15,9       |
| Record de froid (°C) date du record   | −18,4 17.01.1985 | −15 24.02.1963 | −11 01.03.05  | −4,9 04.04.1973 | −1 01.05.1945   | 1,4 02.06.1962 | 0,9 30.07.1928 | 3 17.08.1927  | 0,5 22.09.1928 | −5,4 28.10.1931 | −11,3 30.11.10 | −14,2 29.12.1964 | −18,4 1985 |
| Record de chaleur (°C) date du record | 16,1 27.01.03    | 20,5 27.02.19  | 24,8 31.03.21 | 28,2 18.04.1949 | 31,4 16.05.1945 | 37,2 18.06.22  | 41,4 25.07.19  | 39,6 06.08.03 | 35,5 08.09.23  | 29,8 02.10.23   | 20,9 07.11.15  | 17 06.12.1979    | 41,4 2019  |
| Ensoleillement (h)                    | 635              | 876            | 1 403         | 1 836           | 2 087           | 2 215          | 2 303          | 220           | 1 811          | 1 184           | 724            | 601              | 17 874     |
| Précipitations (mm)                   | 49,9             | 41,5           | 43,5          | 44,6            | 55,3            | 51,5           | 51             | 47,7          | 46             | 58,4            | 56             | 60,7             | 606,1      |

## Urbanisme

### Typologie
Au 1er janvier 2024, Luisant est catégorisée grand centre urbain, selon la nouvelle grille communale de densité à 7 niveaux définie par l'Insee en 2022.
Elle appartient à l'unité urbaine de Chartres, une agglomération intra-départementale dont elle est une commune de la banlieue,. Par ailleurs la commune fait partie de l'aire d'attraction de Chartres, dont elle est une commune du pôle principal,. Cette aire, qui regroupe 117 communes, est catégorisée dans les aires de 50 000 à moins de 200 000 habitants,.

### Occupation des sols
L'occupation des sols de la commune, telle qu'elle ressort de la base de données européenne d’occupation biophysique des sols Corine Land Cover (CLC), est marquée par l'importance des territoires artificialisés (75,9 % en 2018), en augmentation par rapport à 1990 (55,7 %). La répartition détaillée en 2018 est la suivante : 
zones urbanisées (52,7 %), zones industrielles ou commerciales et réseaux de communication (15,5 %), forêts (10,7 %), espaces verts artificialisés, non agricoles (7,8 %), terres arables (7,6 %), prairies (5,7 %). L'évolution de l’occupation des sols de la commune et de ses infrastructures peut être observée sur les différentes représentations cartographiques du territoire : la carte de Cassini (XVIIIe siècle), la carte d'état-major (1820-1866) et les cartes ou photos aériennes de l'IGN pour la période actuelle (1950 à aujourd'hui).

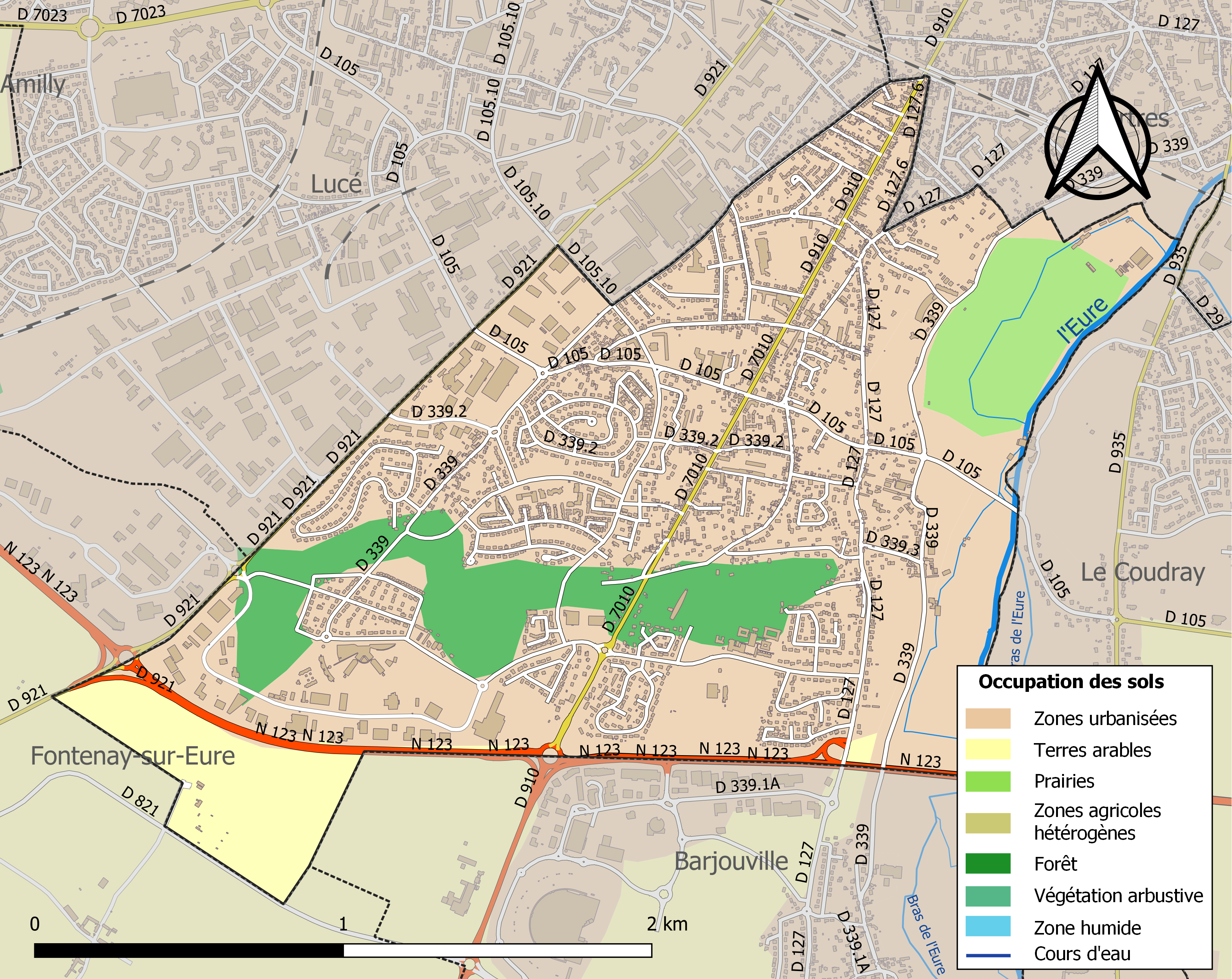
Carte des infrastructures et de l'occupation des sols de la commune en 2018 (CLC).

### Risques majeurs
Le territoire de la commune de Luisant est vulnérable à différents aléas naturels : météorologiques (tempête, orage, neige, grand froid, canicule ou sécheresse), inondations, mouvements de terrains et séisme (sismicité très faible). Il est également exposé à un risque technologique,  le transport de matières dangereuses. Un site publié par le BRGM permet d'évaluer simplement et rapidement les risques d'un bien localisé soit par son adresse soit par le numéro de sa parcelle.

#### Risques naturels
Certaines parties du territoire communal sont susceptibles d’être affectées par le risque d’inondation par débordement de cours d'eau, notamment l'Eure. La commune a été reconnue en état de catastrophe naturelle au titre des dommages causés par les inondations et coulées de boue survenues en 1988, 1994, 1995 et 1999,.

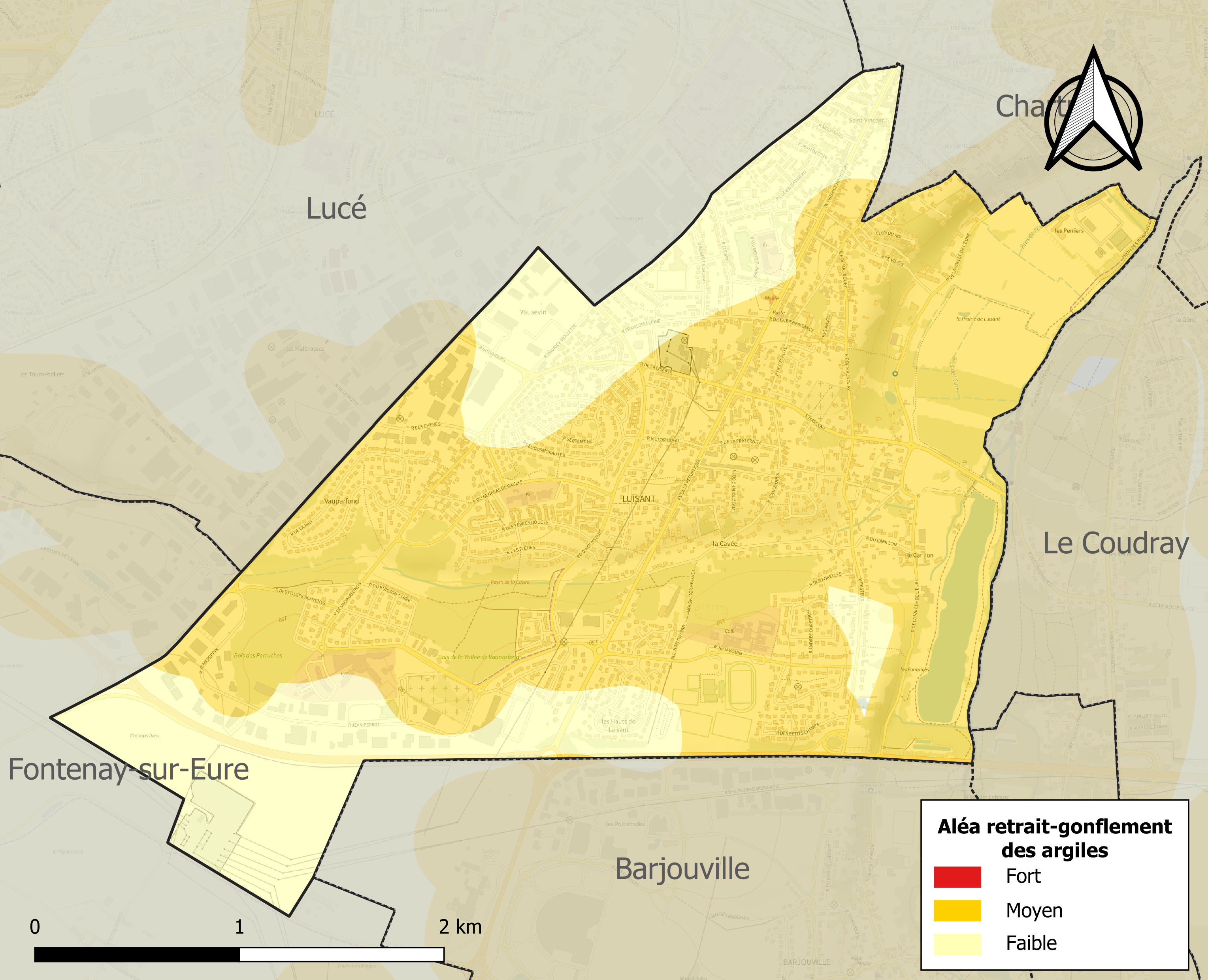
Carte des zones d'aléa retrait-gonflement des sols argileux de Luisant.

Les mouvements de terrains susceptibles de se produire sur la commune sont des mouvements de sols liés à la présence d'argile, des affaissements et effondrements liés aux cavités souterraines (hors mines) et des effondrements généralisés. L'inventaire national des cavités souterraines permet de localiser celles situées sur la commune.
Le retrait-gonflement des sols argileux est susceptible d'engendrer des dommages importants aux bâtiments en cas d’alternance de périodes de sécheresse et de pluie. 72,7 % de la superficie communale est en aléa moyen ou fort (52,8 % au niveau départemental et 48,5 % au niveau national). Sur les 2 327 bâtiments dénombrés sur la commune en 2019, 1734 sont en aléa moyen ou fort, soit 75 %, à comparer aux 70 % au niveau départemental et 54 % au niveau national. Une cartographie de l'exposition du territoire national au retrait gonflement des sols argileux est disponible sur le site du BRGM,.
Concernant les mouvements de terrains, la commune a été reconnue en état de catastrophe naturelle au titre des dommages causés par la sécheresse en 1989, 1991, 1992, 1997, 2011 et 2018 et par des mouvements de terrain en 1999.

#### Risques technologiques
Le risque de transport de matières dangereuses sur la commune est lié à sa traversée par des infrastructures routières ou ferroviaires importantes ou la présence d'une canalisation de transport d'hydrocarbures. Un accident se produisant sur de telles infrastructures est en effet susceptible d’avoir des effets graves au bâti ou aux personnes jusqu’à 350 m, selon la nature du matériau transporté. Des dispositions d’urbanisme peuvent être préconisées en conséquence.

## Toponymie
Le nom de la localité est attesté sous la forme Luisantum vers 1140, Lucentum en 1151.
Ce n'est qu'au XVIIIe siècle que le nom de Luisant lui fut définitivement donné.

## Histoire
Vers 1800, Luisant devient réellement une commune avec le rattachement des hameaux de la Cavée et de Vauparfonds. En 1830, on dénombrait 700 habitants à Luisant.
La commune fut l'une des premières de France à posséder un vélodrome, qui fut inauguré le 11 mai 1896. Avec sa piste cimentée, ses tribunes et gradins, ce vélodrome pouvait accueillir d'importantes réunions sportives. Malheureusement, il ferma ses portes après quelques années de fonctionnement.
Une autre particularité de la ville est que les Tramways d'Eure-et-Loir parcouraient ses rues au début du XXe siècle. Sur le tracé de l'actuelle RN 10, ils traversaient la ville du nord au sud.
Comme transformation plus récente, la ville a connu l'urbanisation du quartier Val Luisant à partir de 1995 autour de la construction du lycée Silvia-Monfort.

## Politique et administration

### Jumelages
La ville de Luisant est jumelée avec :
| Ville | Ville                   | Pays | Pays      | Période     |
| ----- | ----------------------- | ---- | --------- | ----------- |
|       | Chions                  |      | Italie    | depuis 2002 |
|       | Maintal                 |      | Allemagne | depuis 1974 |
|       | Villanueva del Pardillo |      | Espagne   | depuis 2002 |

La charte du jumelage avec la future commune de Maintal fut signée en Allemagne par l'ancienne commune de Hochstadt le 21 avril 1973 puis en France par la commune de Luisant le 14 avril 1974. Peu après, le 1er juillet 1974, la commune de Hochstadt a officialisé sa fusion avec trois autres communes voisines pour former la nouvelle commune de Maintal en date du 1er janvier 1975.
Des échanges sont fréquemment organisés tout au long de l'année entre collégiens, sportifs et habitants dans le cadre de ces jumelages.
D'autres associations culturelles (partenariat avec Medina Fall, ville sénégalaise) ou sociales (Phares avec Julie) rythment également la vie locale.[réf. nécessaire]

### Manifestations culturelles et festivités
La fête de la Saint-Gilles se tient chaque année le dernier week-end d'août, sur la base de plein air, avec les délégations des villes jumelées.

## Population et société

### Démographie
L'évolution du nombre d'habitants est connue à travers les recensements de la population effectués dans la commune depuis 1793. Pour les communes de moins de 10 000 habitants, une enquête de recensement portant sur toute la population est réalisée tous les cinq ans, les populations de référence des années intermédiaires étant quant à elles estimées par interpolation ou extrapolation. Pour la commune, le premier recensement exhaustif entrant dans le cadre du nouveau dispositif a été réalisé en 2008.

En 2022, la commune comptait 6 818 habitants, en évolution de +2,42 % par rapport à 2016 (Eure-et-Loir : −0,23 %, France hors Mayotte : +2,11 %).
| 1793 | 1800 | 1806 | 1821 | 1831 | 1836 | 1841 | 1846 | 1851 |
| ---- | ---- | ---- | ---- | ---- | ---- | ---- | ---- | ---- |
| 478  | 520  | 474  | 487  | 514  | 563  | 578  | 613  | 656  |

| 1856 | 1861 | 1866 | 1872 | 1876 | 1881 | 1886 | 1891 | 1896 |
| ---- | ---- | ---- | ---- | ---- | ---- | ---- | ---- | ---- |
| 630  | 665  | 718  | 695  | 737  | 716  | 771  | 873  | 960  |

| 1901  | 1906  | 1911  | 1921  | 1926  | 1931  | 1936  | 1946  | 1954  |
| ----- | ----- | ----- | ----- | ----- | ----- | ----- | ----- | ----- |
| 1 036 | 1 050 | 1 200 | 1 200 | 1 245 | 1 317 | 1 503 | 1 714 | 1 936 |

| 1962  | 1968  | 1975  | 1982  | 1990  | 1999  | 2006  | 2008  | 2013  |
| ----- | ----- | ----- | ----- | ----- | ----- | ----- | ----- | ----- |
| 3 063 | 3 491 | 4 950 | 5 444 | 6 411 | 6 622 | 6 812 | 6 858 | 6 720 |

| 2018  | 2022  | - | - | - | - | - | - | - |
| ----- | ----- | - | - | - | - | - | - | - |
| 6 673 | 6 818 | - | - | - | - | - | - | - |

### Enseignement
Du milieu des années 1970 à 2017, Luisant comptait cinq établissements scolaires primaires :
- Deux écoles maternelles : Jean-de-la-Fontaine et Saint-Exupéry ;
- Trois écoles élémentaires : Charlemagne, André-Juster et Saint-Exupéry.

Depuis septembre 2017, à la suite de la construction du groupe scolaire Henri-Ramolet regroupant les écoles Jean-de-La-Fontaine, André-Juster et Charlemagne, Luisant est doté de :
- Deux écoles maternelles : Henri-Ramolet et Saint-Exupéry ;
- Deux écoles élementaires : Henri-Ramolet et Saint-Exupéry.

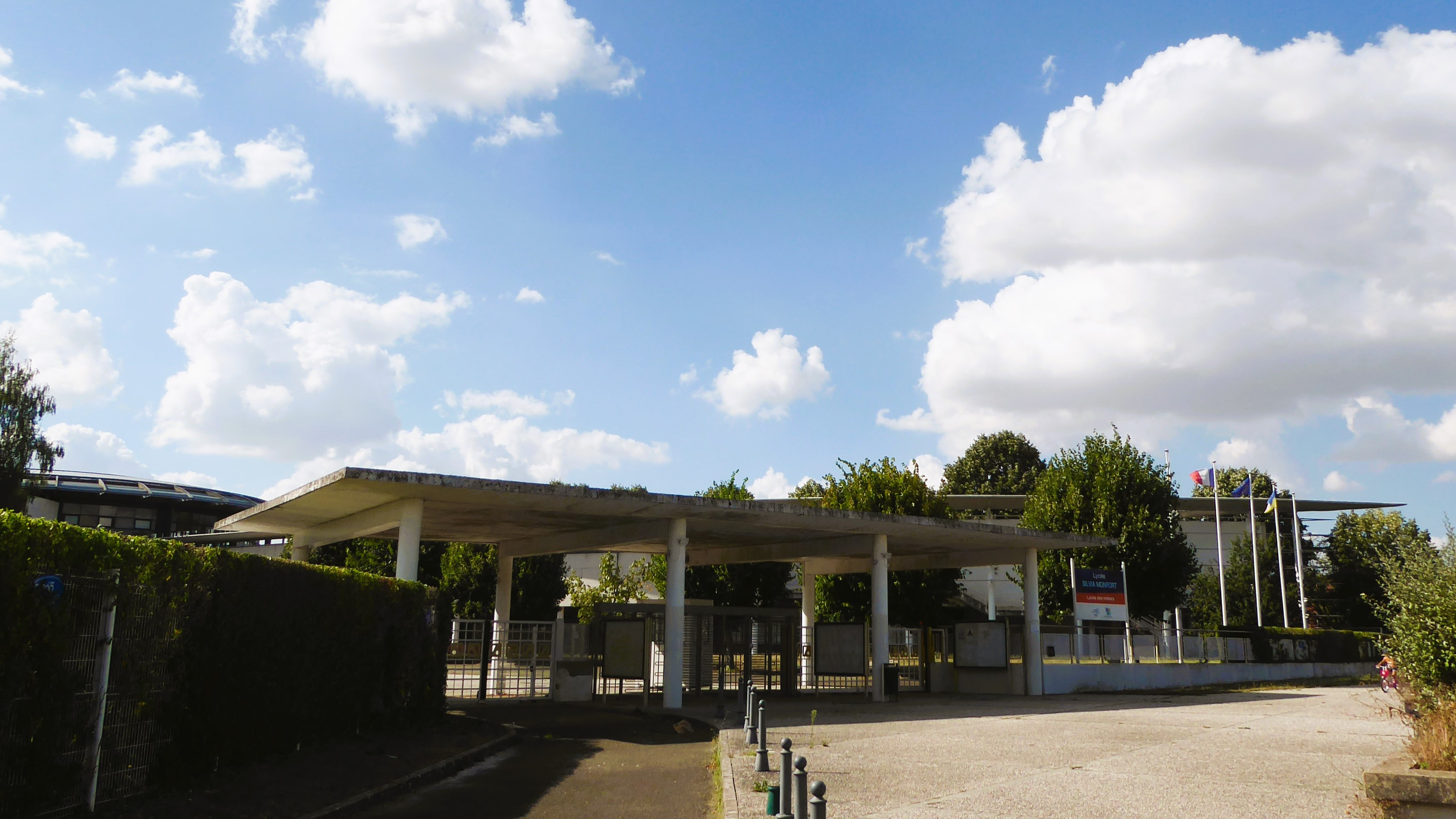
Le lycée Sylvia-Monfort.

La ville comprend deux établissements secondaires :
- Le collège Jean-Monnet, inauguré en 1989 ;
- Le lycée Silvia-Monfort, inauguré en 1996.

### Sports
Luisant bénéficie des infrastructures suivantes :
- Le complexe sportif Marcel-Roblot composé d'un dojo, une salle omnisports, une salle de tennis de table et une salle de gymnastique.
- Le complexe sportif Jean-Bouin composé de trois terrains de football dont un synthétique, une salle omnisports, un terrain multisports, une piste d'athlétisme, une piste de BMX, un terrain de tennis couvert et deux extérieurs.
- L'étang, d'un périmètre de 1.8 km, est un endroit apprécié des coureurs. À ses côtés se trouve la base de plein air, terrain de jeu des boulistes de la ville.
- Le club hippique du Carillon, ainsi que le Poneyland, qui se trouvent aux abords de l'étang.

La vie sportive de la commune est animée par les associations :
- Aïkido dojo luisantais
- Basket club luisantais
- Biosph'air (école de circque)
- Céréales ultimate team (ultimate)
- Corps en mouvement (école de danse)
- Do In luisantais
- Gymnastique volontaire
- Judo club luisantais
- Jumping poney
- LAC marche
- LAC gymnastique
- LAC Sainte-Cécile
- Les lucioles gymnastique rythmique
- LAC athlétisme
- LAC football
- Luisant BMX club
- Luisant handball
- Move yu'r body (zumba)
- Pétanque luisantaise
- Shotokan karaté
- Tai-ji Qi-Gong
- Tennis club de Luisant
- Volant Luisant (badminton)
- LAC volley-ball

### Culture

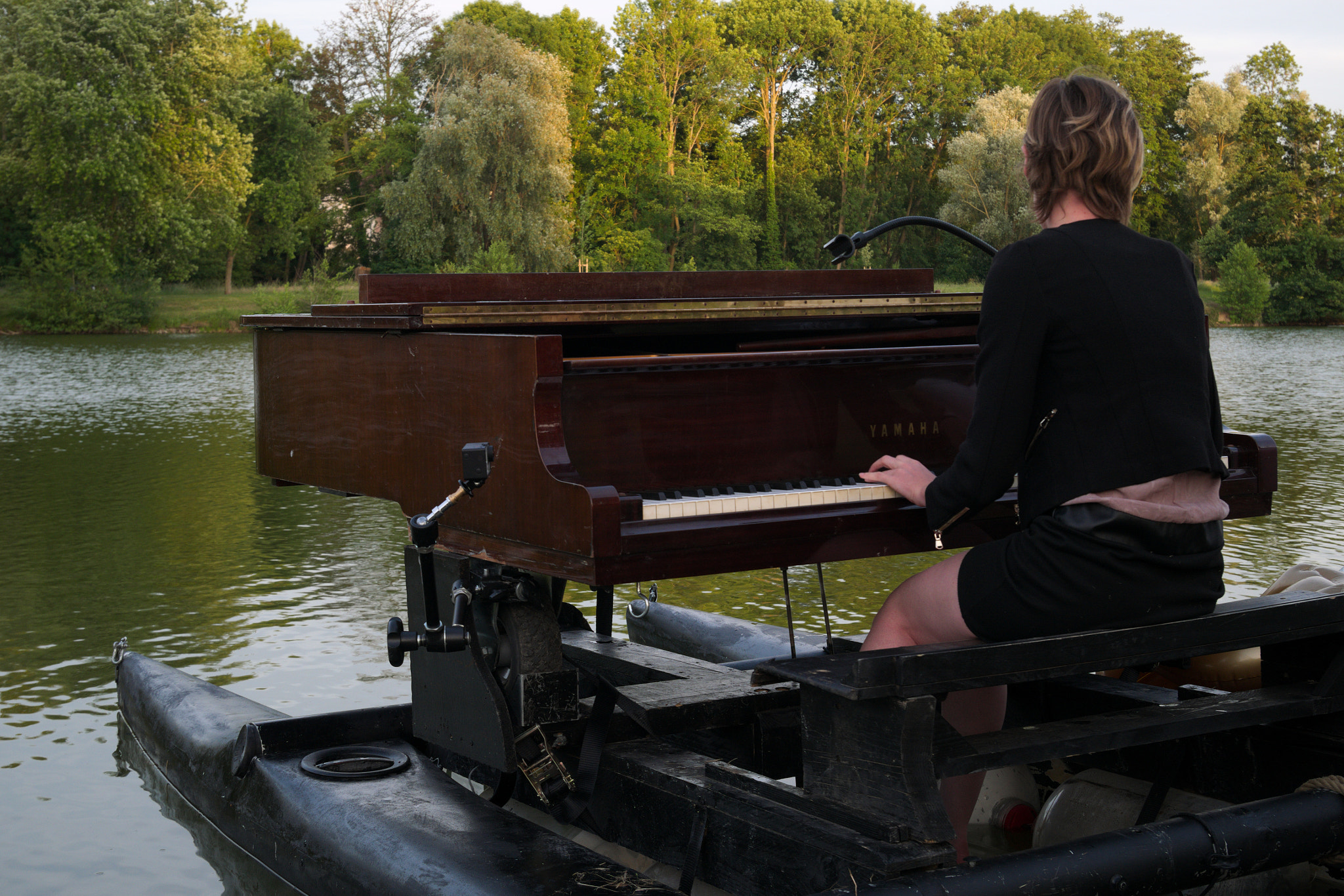
Piano sur l'eau, étang de Luisant (juin 2017).

L'offre culturelle de Luisant se concentre principalement sur deux espaces qui ont été achevés récemment :
- La salle André-Malraux est un espace acoustique pouvant proposer pièces de théâtre, spectacles de danse ou autres manifestations culturelles. Sa capacité est de 800 places
- La médiathèque « la Pléiade », ouverte en mai 2006, reçoit notamment les jeunes scolaires pour des expositions diverses
- L'école de musique municipale
- L'école de danse municipale

### Cadre de vie
Dans son palmarès 2016, le Conseil National des Villes et Villages Fleuris de France a attribué deux fleurs à la commune au Concours des villes et villages fleuris. La commune a obtenu sa troisième fleur en 2024.
En 2010, la commune a été récompensée par le label « Ville Internet @@@ ».

## Économie
Selon l'INSEE, le revenu moyen par ménage est de 21 637€ / an[Quand ?].
Le taux de chômage est de 7,2 %, ce qui demeure bien en dessous de la moyenne nationale[Quand ?].
Luisant dispose de nombreux commerces situés le long des rives des avenues Maunoury et de la République, qui représentent l'axe principal de la ville.
Une nouvelle zone d'activité commerciale a été créée récemment sur la zone du Val Luisant, à l'extrémité sud de la ville. Elle comprend des grandes surfaces spécialisées dans le domaine du bricolage, de la maison et de l'automobile principalement.

## Culture locale et patrimoine

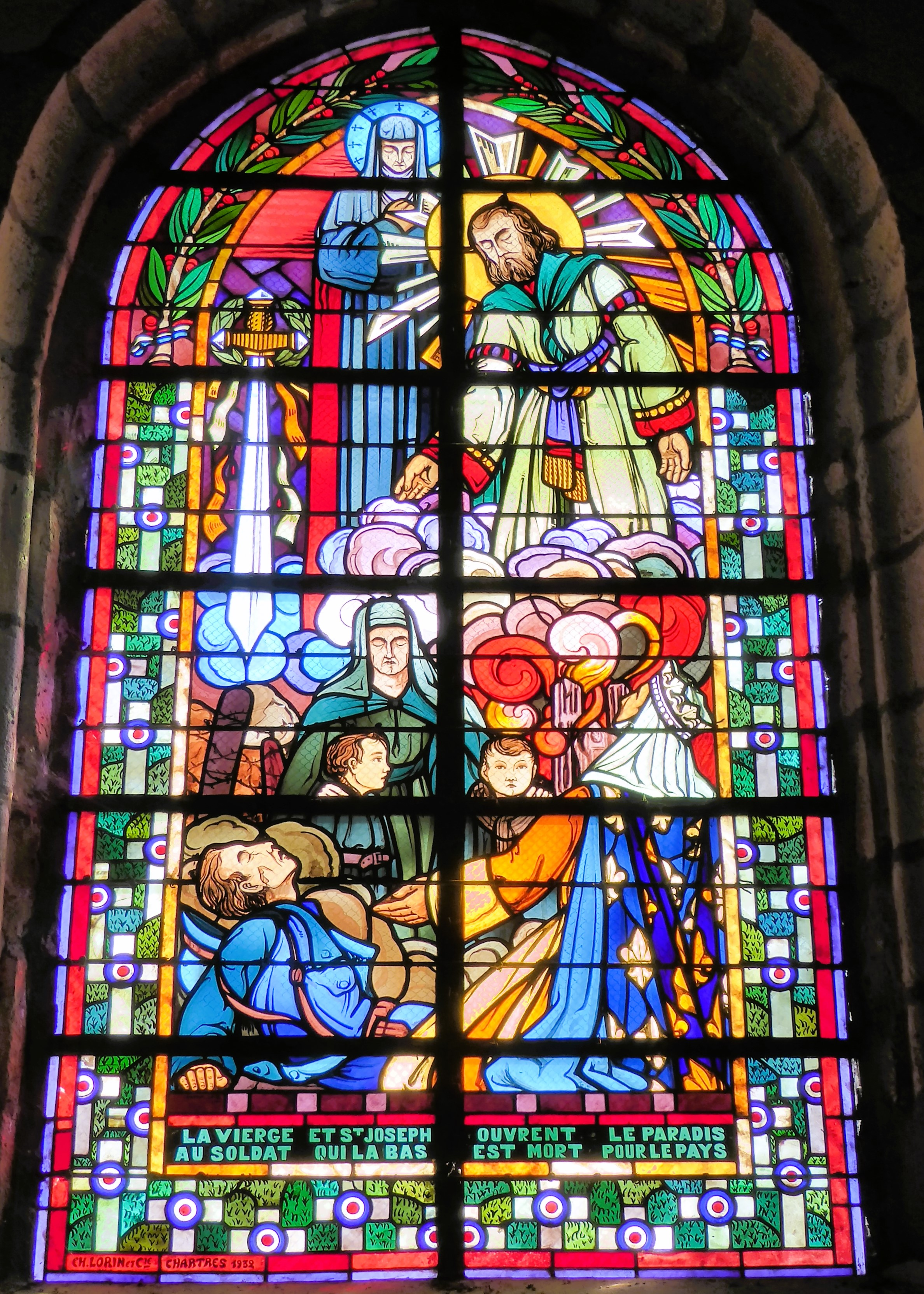
Hommage au soldat mort de Charles Lorin.

### Lieux et monuments

#### Église Saint-Laumer
L'église Saint-Laumer, attestée au XIIe siècle est reconstruite au XVIe.
Les trois vitraux du chœur sont réalisés de 1877 à 1881 par les ateliers Lorin, alors dirigés par le fondateur Nicolas Lorin. La verrière axiale présente une rare reproduction à petite échelle du célèbre vitrail Notre-Dame de la Belle Verrière de la cathédrale Notre-Dame de Chartres. Les dix vitraux de la nef, datés de 1929 à 1933, sont l’œuvre de Charles Lorin, fils du fondateur des ateliers, dont les cartons sont parfois dessinés par Gabriel Loire, élève des ateliers de 1926 à 1936.
Le premier vitrail, à droite en entrant (baie n° 10), constitue un hommage aux morts de la Première Guerre mondiale, thème cher à Charles Lorin qui a perdu son fils aîné durant la guerre. Le vitrail représente la mort d'un poilu accueilli par la Vierge et St Joseph ; il comporte les inscriptions suivantes : « La Vierge et St Joseph ouvrent le Paradis au soldat qui là bas est mort pour le pays », « Ch. Lorin et Cie Chartres 1932 »,.

#### Autres lieux et monuments

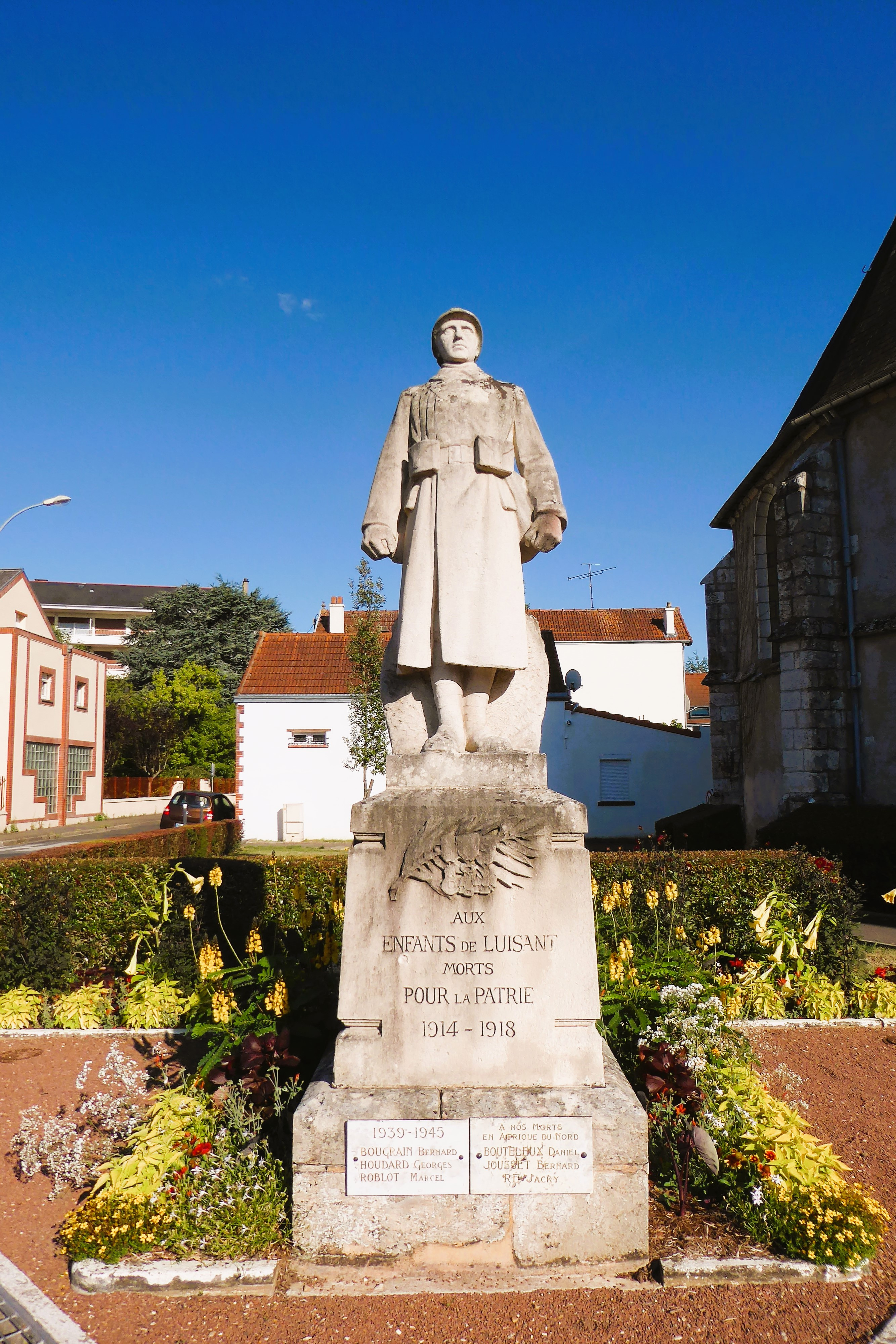
Le monument aux morts.

- Le monument aux morts

### Personnalités liées à la commune
- Louis Luton (1757-1852), chimiste, émailleur, il inventa un procédé de gravure sur verre ineffaçable et reçu une médaille des mains de Napoléon Ier. Il vécut à Luisant où il est mort en 1852[34].
- François Séverin Marceau-Desgraviers (1769-1796), général pendant la Révolution française. Il vécut son enfance à Luisant où il était placé en nourrice. Mort à la bataille d'Altenkirchen le 21 septembre 1796. Il a été inhumé au Panthéon en 1889.
- Pol Maunoury (1824-1899), homme politique français, député d'Eure-et-Loir, mort à Luisant le 3 décembre 1899, père de Maurice.
- Maurice Maunoury, maire de Luisant de 1904 à 1925, fut ministre des Colonies puis ministre de l'Intérieur sous la IIIe République.
- Maurice Bourgès-Maunoury (1914-1993), petit-fils de Maurice Maunoury, homme d'État français, Compagnon de la Libération[35]

### Blasonnement
|  | Les armoiries de Luisant se blasonnent ainsi : De gueules à la lettre L capitale d’argent encadrant un Louis d’or, au chef cousu d’azur chargé de trois épis aussi d’or. Devise : Nil mirari (Ne s'étonner de rien) |